# Malagaru, Chikmagalur
Malagaru là một làng thuộc tehsil Chikmagalur, huyện Chikmagalur, bang Karnataka, Ấn Độ.